# Епархия Гаосюна
Епархия Гаосюна (лат. Dioecesis Kaohsiungensis) — епархия Римско-Католической Церкви с центром в городе Гаосюн, Китайская Республика. Епархия Гаосюна входит в митрополию Тайбэя. Кафедральным собором епархии Гаосюна является церковь Святого Розария в городе Гаосюн.

## История
13 июля 1913 года Святой Престол учредил апостольскую префектуру Формозы, выделив её из апостольского викариата Амоя (сегодня — Епархия Сямыня).
30 декабря 1949 года апостольская префектура Формозы передала часть своей территории для возведения новой апостольской префектуры Тайбэя (сегодня — Архиепархия Тайбэя).
7 августа 1952 года апостольская префектура Формозы передала часть своей территории для образования новых апостольских префектур Хуаляня и Цзяи.
21 марта 1961 года Римский папа Иоанн XXIII издал буллу "Quoniam secundum", которой передал часть территории апостольской префектуры Формозы для возведения епархии Тайнаня и одновременно преобразовал апостольскую префектуру Формозы в епархию.

## Ординарии епархии
- священник Clemente Fernández OP[1] (2.09.1913 — июнь 1921);
- священник Thomas de la Hoz OP (27.07.1921 — январь 1941);
  - Sede vacante (1941—1948);
- священник Joseph Arregui y Yparaguirre OP (5.03.1948 — 21.03.1961);
- епископ Иосиф Чжэн Тяньсян OP (21.03.1961 — 19.08.1990);
- епископ Павел Шань Госи SJ (4.03.1991 — 5.01.2006);
- епископ Пётр Лю Чжэнчжун (5.01.2006 — по настоящее время).

## Источник
- Annuario Pontificio, Libreria Editrice Vaticana, Città del Vaticano, 2003, ISBN 88-209-7422-3
- Булла Quoniam secundum, AAS 54 (1962), стр. 136  (лат.)